# Слуховая булла

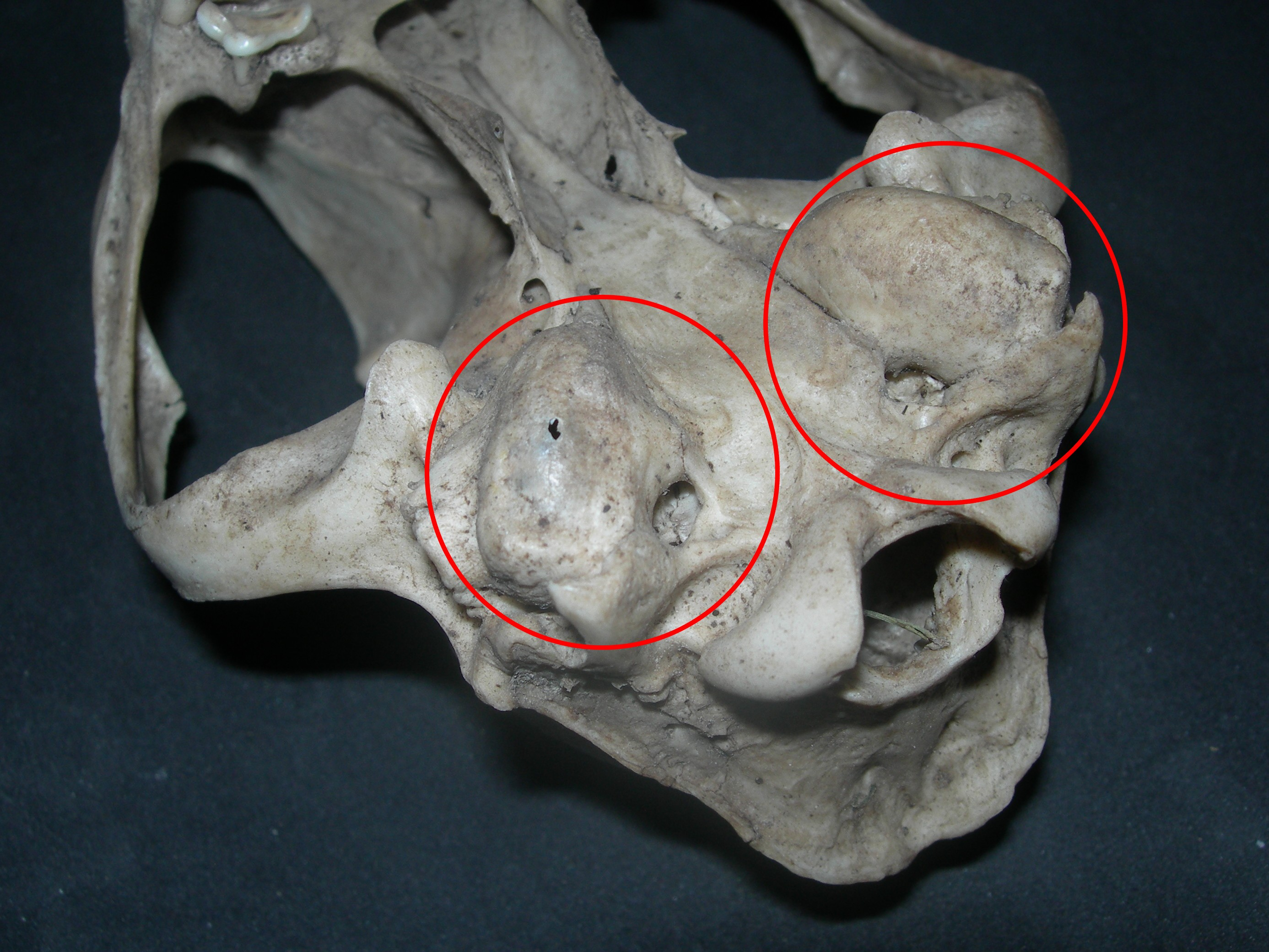
Слуховые буллы на черепе обыкновенной лисицы (Vulpes vulpes)

Слухова́я бу́лла, или слухово́й бараба́н (лат. bulla tympani) — полая костная структура, расположенная у большинства млекопитающих на внутренней поверхности задней части черепа и охватывающая полость среднего уха.
Латинское название образовано от слов bulla «пузырь» и tympanum «бубен».

## Образование слуховой буллы
У ранних млекопитающих окостеневшей слуховой буллы не было; полость среднего уха была покрыта тонкой мембраной из соединительной ткани, которая крепилась к медиальной поверхности дермального барабанного кольца. Такое состояние по-прежнему сохраняется у некоторых сумчатых и плацентарных. Формирование окостеневшей слуховой буллы проходило в нескольких эволюционных линиях млекопитающих независимо — или за счёт выростов окружающих костей, или самостоятельными зонами окостенения.
У большинства сумчатых, обладающих окостеневшими слуховыми буллами, булла образована разрастанием крылоклиновидной кости (alisphenoideum). У представителей семейства Microbiotheriidae крылоклиновидная кость формирует только переднюю треть слуховой буллы, а её задние две трети образованы новым окостенением — внутренней барабанной костью (entotympanicum).
Внутренней барабанной костью образована слуховая булла и у тупай. У филогенетически близких к ним приматов образована за счёт разрастания каменистой кости (petrosum). При этом для высших приматов и человека правильнее говорить о каменистой части (pars petrosa) височной кости: у них чешуйчатая (squamosum), барабанная (tympanicum) и каменистая кости срастаются в единую височную кость (у человека это происходит к концу первого года жизни).
У анагалид окостеневшая слуховая булла образована совместно наружной барабанной (ectotympanicum, возникает за счёт окостеневания барабанного кольца) и внутренней барабанной костями, в то время как у зайцеобразных и грызунов вся слуховая булла сформирована наружной барабанной костью — без участия внутренней барабанной.
Ранние хищные (виверравиды, миациды), как и креодонты, окостеневшей слуховой буллы не имели. Формирование такой буллы происходило в двух подотрядах — Caniformia (собакообразные) и Feliformia (кошкообразные), образующих краун-группу отряда хищных, независимо. Современные хищные имеют в окрестности среднего уха три зоны окостенения — наружную и две внутренние барабанные кости: ростральную и каудальную. У собакообразных слуховую буллу формирует в основном наружная барабанная кость. У кошкообразных слуховая булла сформирована совместно наружной и каудальной внутренней барабанными костями, которые образуют перегородку, разделяющую буллу на переднюю и заднюю камеры (при этом у гиеновых такая перегородка образована преимущественно наружной барабанной костью); такое деление не характерно для собакообразных, так как у них перегородка либо неполная (у псовых), либо отсутствует вообще (у представителей других семейств). В базальных группах кошкообразных — у вымерших нимравид и современных нандиниевых — слуховая булла не окостеневает и перегородка в ней отсутствует (наличие у нандиниевых хрящевой слуховой буллы — уникальный случай среди современных хищных).
Свои особенности имеет устройство среднего уха у нотоунгулят. У них окостеневшая слуховая булла образована разросшейся наружной барабанной костью, но, помимо неё, над и под полостью среднего уха имеются дополнительные камеры.
Наружной барабанной костью образована слуховая булла и у китообразных; у них данная кость сращена с каменистой, причём весь этот комплекс у современных представителей отряда располагается отдельно от мозговой коробки.
Уникально устройство слуховой буллы прыгунчиков. У них это — сложная составная структура, в образовании которой участвуют (в разной степени) наружная и внутренние (ростральная и каудальная) барабанные, чешуйчатая, каменистая, крылоклиновидная, основная клиновидная (basisphenoideum) и крыловидная (pterygoideum) кости.
Появление окостеневшей слуховой буллы отмечается также у лептиктид, большинства ксенартр, некоторых афросорицид, хоботных, шерстокрылов, некоторых насекомоядных, большинства рукокрылых, парно- и непарнокопытных, панголинов и других млекопитающих.

## Функции
Формирование в различных группах млекопитающих окостеневшей слуховой буллы было связано, вероятно, с необходимостью повышения остроты слуха. Во всяком случае, физиологически выявлена бо́льшая острота слуха у млекопитающих с крупной слуховой буллой.